# Alouette du Tibet
Melanocorypha maxima
Espèce
Répartition géographique
Statut de conservation UICN

 LC  : Préoccupation mineure
L'Alouette du Tibet (Melanocorypha maxima, tibétain : ན་ཡི་ཅོ་ཀ, Wylie : na yi co ka) est une espèce d'oiseaux de la famille des Alaudidae.

## Description
L'Alouette du Tibet est une grosse alouette d'environ 22 centimètres de long, du bec au bout de la queue, la hissant parmi les plus grosses alouettes au monde.
Son bec est court et conique, adapté à une alimentation granivore. Sa calotte est couleur sable et présente un motif légèrement écailleux, sans nette ligne médiane. La nuque, les parotiques et le manteau sont homogènes, dans des tons terreux. Le menton, la gorge, la poitrine et le ventre sont aussi homogènes, mais plutôt blanchâtres. Une fine et longue tache noire se démarque près de l'épaule. Les ailes sont courtes et arrondies, typiques chez les oiseaux non spécialisés pour le vol à longue distance. Les rémiges primaires et secondaires sont sombres avec un contour plus clair bien visible. Les rémiges tertiaires sont plus sombres encore. La queue, modérément longue, est constituée de rectrices brun foncé bordées de clair. Les yeux sont bruns très foncés, presque noirs.

## Mode de vie

### Habitat et répartition
L'Alouette du Tibet se trouve, comme son nom l'indique, au Tibet, mais aussi dans le Centre de la Chine, notamment dans le Gansu, le Qinghai et le Sichuan. Son aire de répartition empiète sur le Nord de l'État du Sikkim, en Inde.
Elle vit essentiellement dans les zones humides, mais aussi dans les prairies sèches du plateau tibétain, à une altitude comprise entre 3 200 et 4 600 mètres,.

### Comportement
Cet oiseau n'est pas migrateur.

## Démographie
Sa population n'est pas connue, cependant, on estime qu'elle reste stable, c'est pourquoi l'Union Internationale pour la Conservation de la Nature a évalué l'état de conservation de cette alouette comme « préoccupation mineure ». On estime que son aire de répartition est d’environ 2 250 000 km2.